# 양산 통도사 가경17년명 지장시왕탱
양산 통도사 가경17년명 지장시왕탱(梁山 通度寺 嘉慶十七年銘 地藏十王幀)은 대한민국 경상남도 양산시 통도사에 보존되어 있는, 조선시대에 지장보살과 심판관인 시왕(十王)을 함께 그린 탱화이다. 
2001년 12월 20일 경상남도의 유형문화재 제369호 통도사 가경17년명 지장시왕탱으로 지정되었다가, 2018년 12월 20일 현재의 명칭으로 변경되었다.

## 개요
통도사에 보존되어 있는 그림으로, 석가불의 부탁을 받고 석가불이 입멸(入滅)한 후부터 미륵불이 출현할 때까지 육도(六道)의 중생을 교화한다는 지장보살과 심판관인 시왕(十王)을 함께 그린 탱화이다. 탱화란 천이나 종이에 그림을 그려 액자나 족자 형태로 만들어지는 불화를 말한다.
비단 바탕에 채색으로 그려진 이 시왕탱은 중앙의 지장보살좌상을 중심으로 그 좌우측에 머리광배를 갖춘 도명존자와 무독귀왕을 비롯해 시왕·판관·동자·옥졸 등이 배치되어 있다.
화면의 아래쪽 부분 중앙에 있는 기록에 의하면 이 지장시왕탱은 조선 순조 12년(1812)에 조성된 것임을 알 수 있다.
조선시대 불교회화사 연구에 중요한 학술적 자료이다.

## 참고 자료
- 양산 통도사 가경17년명 지장시왕탱 - 국가유산청 국가유산포털